# Hypsiglena torquata
Hypsiglena torquata is een slang uit de familie toornslangachtigen (Colubridae) en de onderfamilie Dipsadinae.

## Naam en indeling
De wetenschappelijke naam van de soort werd voor het eerst voorgesteld door Albert Günther in 1860. Oorspronkelijk werd de wetenschappelijke naam Leptodeira torquata gebruikt en later werd de slang aan het geslacht Sibon toegekend. Hypsiglena torquata werd ooit verdeeld in maar liefst 18 verschillende ondersoorten. Al deze voormalige ondersoorten worden tegenwoordig niet meer erkend of als (ondersoorten van) aparte soorten gezien.

## Uiterlijke kenmerken
De totale lichaamslengte bedraagt ongeveer 30 tot 65 centimeter, maar de meeste exemplaren blijven onder de 40 cm. De lichaamskleur is bruin, met op de rug een dubbele rij donkerbruine vlekken die versmolten kunnen zijn en aan weerszijden kleinere bruine vlekjes. De buik is lichtgeel van kleur en ongevlekt. In de nek is een kenmerkend, zeer donkerbruin vlampatroon aanwezig waarvan de soortaanduiding afkomstig is; torquata betekent vrij vertaald 'halsbanddragend'. Door het oog loopt een oogstreep in dezelfde kleur. Het oog heeft een verticale pupil. De slang heeft een dun lichaam en een smalle, platte kop.

## Levenswijze
Hypsiglena torquata is schemer- en nachtactief en schuilt overdag onder stenen en andere objecten. Op het menu staan voornamelijk hagedissen en hun eitjes, maar ook kleine slangen, amfibieën en kleine ongewervelden worden gegeten. De slang is giftig voor prooidieren maar ongevaarlijk voor de mens.
De vrouwtjes zijn eierleggend, de eitjes worden afgezet van april tot september.

## Verspreiding en habitat
Hypsiglena torquata komt voor in Noord-Amerika en leeft endemisch in Mexico. De slang komt hier voor in de deelstaten Oaxaca, Sinaloa, Nayarit, Jalisco, Colima, Michoacán de Ocampo, Guerrero, Puebla, Morelos, Aguascalientes, Durango en Guanajuato.
Vroeger was het verspreidingsgebied van de slang veel groter en besloeg ook delen van Midden-Amerika. De slang werd vertegenwoordigd door verschillende ondersoorten. Veel van deze voormalige ondersoorten worden tegenwoordig echter als aparte soort beschouwd. Een voorbeeld is de ondersoort Hypsiglena torquata jani, die tegenwoordig als soort (Hypsiglena jani) wordt gezien. Deze inperking van het areaal is dus niet te danken aan het kleiner worden van het verspreidingsgebied van de slang zelf, maar aan het feit dat veel ondersoorten tegenwoordig zijn afgesplitst. De slang heeft geen habitatvoorkeur en wordt gevonden in verschillende biotopen, zoals bossen, savannen, graslanden, scrublands en woestijnen.

## Beschermingsstatus
Door de internationale natuurbeschermingsorganisatie IUCN is de beschermingsstatus 'veilig' toegewezen (Least Concern of LC).